# Exultation!
Exultation! – album studyjny amerykańskiego saksofonisty jazzowego Bookera Ervina, wydany w 1963 roku z numerem katalogowym PRLP 7293 i PRST 7293 nakładem Prestige Records.

## Powstanie
Materiał na płytę został zarejestrowany 19 czerwca 1963 roku przez Rudy’ego Van Geldera w należącym do niego studiu (Van Gelder Studio) w Englewood Cliffs w stanie New Jersey. Utwory wykonali: Booker Ervin (saksofon tenorowy), Frank Strozier (saksofon altowy), Horace Parlan (fortepian), Butch Warren (kontrabas), Walter Perkins (perkusja). Produkcją albumu zajął się Don Schlitten.

## Lista utworów
Opracowano na podstawie materiału źródłowego.
Wydanie LP (PRLP 7293; PRST 7293)
Strona A
| Nr | Tytuł utworu     | Muzyka       | Długość |
| -- | ---------------- | ------------ | ------- |
| 1. | „Mooche Mooche”  | Booker Ervin | 7:18    |
| 2. | „Black and Blue” | Fats Waller  | 6:19    |
| 3. | „Mour”           | Ervin        | 4:08    |
|    |                  |              | 17:45   |

Strona B
| Nr | Tytuł utworu    | Muzyka         | Długość |
| -- | --------------- | -------------- | ------- |
| 1. | „Just in Time”  | Jule Styne     | 4:55    |
| 2. | „No Land’s Man” | Walter Perkins | 5:39    |
| 3. | „Tune In”       | Ervin          | 8:32    |
|    |                 |                | 19:06   |

Wydanie LP (PR 7844)
Strona A
| Nr | Tytuł utworu     | Muzyka | Długość |
| -- | ---------------- | ------ | ------- |
| 1. | „Mooche Mooche”  | Ervin  | 7:18    |
| 2. | „Black and Blue” | Waller | 6:19    |
| 3. | „Tune In”        | Ervin  | 8:32    |
|    |                  |        | 22:09   |

Strona B
| Nr | Tytuł utworu                 | Muzyka  | Długość |
| -- | ---------------------------- | ------- | ------- |
| 1. | „Just in Time (Short Take)”  | Styne   | 2:29    |
| 2. | „Just in Time (Long Take)”   | Styne   | 4:55    |
| 3. | „No Land’s Man (Short Take)” | Perkins | 2:38    |
| 4. | „No Land’s Man (Long Take)”  | Perkins | 5:39    |
| 5. | „Mour”                       | Ervin   | 4:08    |
|    |                              |         | 19:49   |

- ten sam zestaw i układ utworów na CD (OJCCD-835-2)

## Twórcy
Opracowano na podstawie materiału źródłowego.
Muzycy:
- Booker Ervin – saksofon tenorowy
- Frank Strozier – saksofon altowy
- Horace Parlan – fortepian
- Butch Warren – kontrabas
- Walter Perkins – perkusja

Produkcja:
- Don Schlitten – produkcja muzyczna
- Rudy Van Gelder – inżynieria dźwięku
- David A. Himmelstein – liner notes